# 十甲基二茂钒
十甲基二茂钒是一种金属有机化合物，化学式为C20H30V，可简写为Cp*2V，其中Cp*为五甲基环戊二烯。它可由VCl2·2THF和五甲基环戊二烯基钠反应得到。它和三氯化磷反应，得到二氯化十甲基二茂钒（Cp*2VCl2）。它和六羰基钒反应，得到Cp*2V(μ-OC)V(CO)5。